# VSL (nouvelle)
Pour les articles homonymes, voir VSL.
VSL (titre original : FTA) est le titre d'une micronouvelle de George R. R. Martin, parue pour la première fois en mai 1974 dans le magazine Analog. 
Elle est incluse dans le recueil original Chanson pour Lya (A Song for Lya and Other Stories), regroupant dix histoires de Martin, publié en février 1976 puis traduit en français et publié en octobre 1982 dans le recueil paru aux éditions J'ai lu.
Le titre français fait évidemment référence à la vitesse supra-luminique.

## Contexte
- Personnages principaux
  - Kinery : jeune savant sollicitant des fonds pour des recherches sur l’hyperespace.
  - Jérôme Schechter : directeur adjoint de la Fondation du VSL
- Lieu : locaux de la « Fondation VSL ».

## Résumé
Kinery tente de convaincre Jerome Schechter, président de la Fondation VSL, institution scientifique chargée de promouvoir les recherches sur la vitesse supra-luminique, de financer des recherches prometteuses en vue de la construction d'un moteur utilisant l'hyper-espace pour atteindre une vitesse supérieure à la vitesse de la lumière.
La nouvelle se termine par une fin fracassante. Des recherches ont été faites il y a plus de trente ans, et les résultats sont sans appel : le fait de passer par l'hyper-espace ne permet pas d'atteindre une vitesse supra-luminique, ni même une vitesse très rapide d'ailleurs.